# Zaćmienie Słońca z 30 czerwca 1954

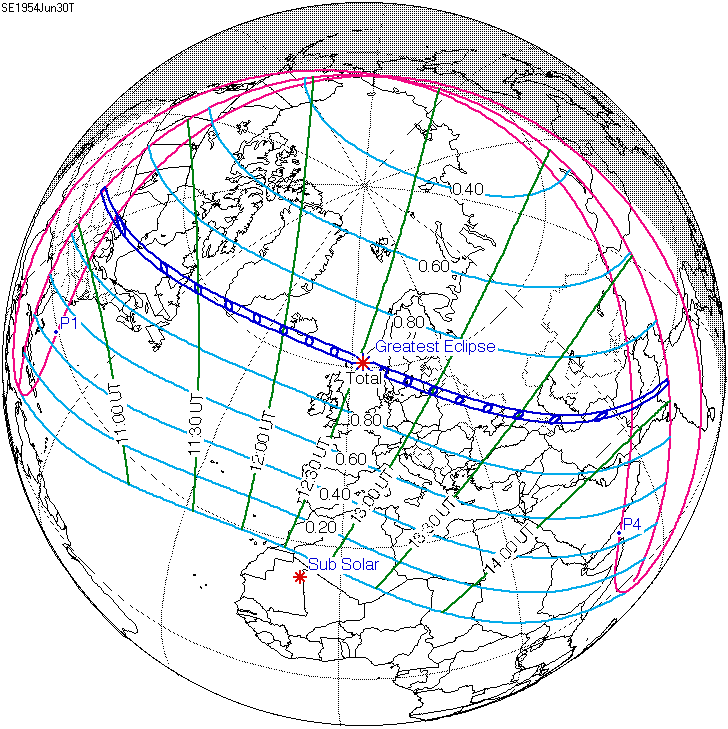
Mapa zaćmienia Słońca z 30.06.1954

Animacja ilustrująca przesuwanie się cienia

Zaćmienie Słońca z 30 czerwca 1954 – całkowite zaćmienie Słońca o magnitudo 1,0357 z Księżycem przechodzącym przez węzeł zstępujący orbity.
Zaćmienie było widoczne jako całkowite w pasie od północnych Stanów Zjednoczonych, przez wschodnią Kanadę (m.in. półwysep Labrador), południową Grenlandię, południowe wybrzeża Islandii, Wyspy Owcze, południową Skandynawię, północno-wschodnie tereny Polski (Suwalszczyzna), zachodnie tereny ówczesnego Związku Radzieckiego aż po Iran, Afganistan i Pakistan. Zaćmienie częściowe wystąpiło natomiast w dużej części Ameryki Północnej, w Arktyce, całej Europie, w Afryce Północnej i na Bliskim Wschodzie.

## Obserwacje w Polsce
Było to jedyne całkowite zaćmienie Słońca widoczne w Polsce w XX wieku i ostatnie aż do 2135 roku. W pasie całkowitego zaćmienia znalazły się m.in. Suwałki i Sejny. Najdłuższy czas trwania zaćmienia w Polsce wynosił 2 min i 12 s w miejscowości Poluńce. Na wniosek Jana Mergentalera Komitet Astronomii Polskiej Akademii Nauk powołał komisję do spraw organizacji wypraw na obserwacje zaćmienia. Polskie Towarzystwo Miłośników Astronomii zainicjowało powołanie oddziału w Białymstoku. Na terenie Polski obserwacje naukowe prowadziło około 50 osób z różnych miejsc, jednak dobra pogoda była tylko w Sejnach, gdzie prowadzono obserwacje amatorskie.
Astronomowie z Uniwersytetu Warszawskiego zorganizowali ekspedycję samolotem wojskowym na obserwacje zaćmienia. Inicjatorem tej ekspedycji był Konrad Rudnicki, a w czasie lotu wiodącą rolę odegrał Maciej Bielicki. Głównym instrumentem naukowym był koronograf. W czasie lotu okna samolotu były otwarte, a obserwacje prowadzono na wysokości 5200 m n.p.m. Druga ekspedycja lotnicza została zorganizowana przez Polskie Towarzystwo Miłośników Astronomii. Jej celem było fotografowanie cienia Księżyca na powierzchni Ziemi w celu dokładnego wyznaczenia pasa całkowitego zaćmienia.